# Moknati jeglič
Moknati jeglič (znanstveno ime Primula farinosa) je predstavnik jegličevk. Domače in latinsko ime je dobil po moknatem poprhu na steblu (latinsko farinosus = moknat).. Raste na vlažnih travnikih in močvirjih od nižine do gorskega pasu, a je v Sloveniji precej redek. Raste tudi na več evropskih gorovjih in na Arktiki, v vzhodni Aziji in Severni Ameriki ter v južnih Andih.
Na vrhu tankega stebla, ki je lahko visoko do 30 centimetrov, je kobul drobnih svetlovijoličnih cvetov  (10–15 milimetrov premera). Listi so tanki in tako kot steblo spodaj moknato poprhani..